# Grande Prêmio do Brasil de 1973
Resultados do Grande Prêmio do Brasil de Fórmula 1 realizado em Interlagos em 11 de fevereiro de 1973. Segunda etapa do campeonato, foi vencido pelo brasileiro Emerson Fittipaldi, da Lotus-Ford, com Jackie Stewart em segundo pela Tyrrell-Ford e Denny Hulme em terceiro pela McLaren-Ford.

## Resumo
Primeira corrida oficial de Fórmula 1 no Brasil.
Estreia do piloto brasileiro Luiz Pereira Bueno.

## Classificação

### Treinos
| Pos.    | Nº | Piloto               | Construtor        | Tempo  | Dif.   |
| ------- | -- | -------------------- | ----------------- | ------ | ------ |
| 1       | 2  | Ronnie Peterson      | Lotus-Ford        | 2:30.5 | —      |
| 2       | 1  | Emerson Fittipaldi   | Lotus-Ford        | 2:30.7 | + 0.2  |
| 3       | 9  | Jacky Ickx           | Ferrari           | 2:32.0 | + 1.5  |
| 4       | 14 | Clay Regazzoni       | BRM               | 2:32.4 | + 1.9  |
| 5       | 7  | Denny Hulme          | McLaren-Ford      | 2:32.7 | + 2.2  |
| 6       | 6  | José Carlos Pace     | Surtees-Ford      | 2:32.7 | + 2.2  |
| 7       | 17 | Carlos Reutemann     | Brabham-Ford      | 2:32.9 | + 2.4  |
| 8       | 3  | Jackie Stewart       | Tyrrell-Ford      | 2:33.3 | + 2.8  |
| 9       | 4  | François Cevert      | Tyrrell-Ford      | 2:33.4 | + 2.9  |
| 10      | 15 | Jean-Pierre Beltoise | BRM               | 2:33.5 | + 3.0  |
| 11      | 18 | Wilson Fittipaldi    | Brabham-Ford      | 2:34.3 | + 3.8  |
| 12      | 8  | Peter Revson         | McLaren-Ford      | 2:34.3 | + 3.8  |
| 13      | 16 | Niki Lauda           | BRM               | 2:35.1 | + 4.6  |
| 14      | 5  | Mike Hailwood        | Surtees-Ford      | 2:35.5 | + 5.0  |
| 15      | 11 | Jean Pierre Jarier   | March-Ford        | 2:37.6 | + 7.1  |
| 16      | 19 | Howden Ganley        | Iso Marlboro-Ford | 2:37.7 | + 7.2  |
| 17      | 10 | Arturo Merzario      | Ferrari           | 2:37.7 | + 7.2  |
| 18      | 20 | Nanni Galli          | Iso Marlboro-Ford | 2:38.7 | + 8.2  |
| 19      | 12 | Mike Beuttler        | March-Ford        | 2:39.9 | + 9.4  |
| 20      | 23 | Luiz Bueno           | Surtees-Ford      | 2:42.5 | + 12.0 |
| Fontes: |    |                      |                   |        |        |

### Corrida
| Pos.    | Nº | Piloto               | Construtor        | Voltas | Tempo/Diferença | Grid | Pontos |
| ------- | -- | -------------------- | ----------------- | ------ | --------------- | ---- | ------ |
| 1       | 1  | Emerson Fittipaldi   | Lotus-Ford        | 40     | 1:43:55.6       | 2    | 9      |
| 2       | 3  | Jackie Stewart       | Tyrrell-Ford      | 40     | + 13.5          | 8    | 6      |
| 3       | 7  | Denny Hulme          | McLaren-Ford      | 40     | + 1:46.4        | 5    | 4      |
| 4       | 10 | Arturo Merzario      | Ferrari           | 39     | + 1 volta       | 17   | 3      |
| 5       | 9  | Jacky Ickx           | Ferrari           | 39     | + 1 volta       | 3    | 2      |
| 6       | 14 | Clay Regazzoni       | BRM               | 39     | + 1 volta       | 4    | 1      |
| 7       | 19 | Howden Ganley        | Iso Marlboro-Ford | 39     | + 1 volta       | 16   |        |
| 8       | 16 | Niki Lauda           | BRM               | 38     | + 2 voltas      | 13   |        |
| 9       | 20 | Nanni Galli          | Iso Marlboro-Ford | 38     | + 2 voltas      | 18   |        |
| 10      | 4  | François Cevert      | Tyrrell-Ford      | 38     | + 2 voltas      | 9    |        |
| 11      | 17 | Carlos Reutemann     | Brabham-Ford      | 38     | + 2 voltas      | 7    |        |
| 12      | 23 | Luiz Pereira Bueno   | Surtees-Ford      | 36     | + 4 voltas      | 20   |        |
| Ret     | 15 | Jean-Pierre Beltoise | BRM               | 23     | Pane elétrica   | 10   |        |
| Ret     | 12 | Mike Beuttler        | March-Ford        | 18     | Motor           | 19   |        |
| Ret     | 6  | José Carlos Pace     | Surtees-Ford      | 9      | Suspensão       | 6    |        |
| Ret     | 5  | Mike Hailwood        | Surtees-Ford      | 6      | Câmbio          | 14   |        |
| Ret     | 11 | Jean-Pierre Jarier   | March-Ford        | 6      | Câmbio          | 15   |        |
| Ret     | 2  | Ronnie Peterson      | Lotus-Ford        | 5      | Pneus           | 1    |        |
| Ret     | 18 | Wilson Fittipaldi    | Brabham-Ford      | 5      | Motor           | 11   |        |
| Ret     | 8  | Peter Revson         | McLaren-Ford      | 3      | Câmbio          | 12   |        |
| Fontes: |    |                      |                   |        |                 |      |        |

## Tabela do campeonato após a corrida
| Pos.    | Piloto             | Pontos |
| ------- | ------------------ | ------ |
| 1       | Emerson Fittipaldi | 18     |
| 2       | Jackie Stewart     | 10     |
| 3       | François Cevert    | 6      |
| 4       | Denny Hulme        | 6      |
| 5       | Jacky Ickx         | 5      |
| Fontes: |                    |        |

| Pos.    | Construtor   | Pontos |
| ------- | ------------ | ------ |
| 1       | Lotus-Ford   | 18     |
| 2       | Tyrrell-Ford | 12     |
| 3       | McLaren-Ford | 6      |
| 4       | Ferrari      | 6      |
| 5       | BRM          | 1      |
| Fontes: |              |        |

- Nota: Somente as primeiras cinco posições estão listadas. Em 1973, os pilotos computariam sete resultados nas oito primeiras corridas do ano e seis nas últimas sete. Na tabela dos construtores figurava somente o melhor colocado dentre os carros do mesmo time.